# Ramsarkonventionen
Ramsar-konventionen eller "Konvention af 2. februar 1971 om vådområder af international betydning navnlig som levesteder for vandfugle"  er en international aftale der har navn efter byen Ramsar i Iran hvor den blev vedtaget i 1971. Den blev ratificeret af Danmark ved kgl. resolution af 16. juli 1977; Ved ratifikation (underskrift) anerkender det pågældende land sit internationale ansvar for vådområderne og disses dyreliv. Konventionen skal sikre udpegning og beskyttelse af vådområder og sikre at der kun foregår "fornuftig brug" ("wise use") eller "bæredygtig udnyttelse".
Danmark har udpeget 27 Ramsarområder på i alt ca. 7.400 km² hvoraf de ca. 1.400 km² er på land, og resten vådområder. På verdensplan er der i alt udpeget 1.650 Ramsarområder med et areal på over 1,49 mio. km² (marts 2007). De danske Ramsar-områder er omfattet af eller sammenfaldende med EF-fuglebeskyttelsesområder hvilket sikrer at EUs forskrifter er gældende for områderne.